# Ciclismo nos Jogos Olímpicos de Verão da Juventude de 2010 - Corta-mato masculino
A prova de cross-country ou corta-mato masculino do ciclismo nos Jogos Olímpicos de Verão da Juventude de 2010 foi realizada no dia 17 de agosto no Tampines Bike Park, em Cingapura. O evento consistiu de sete voltas de 3,1 km, perfazendo um total de 21,7 km. Caso um ciclista tomasse uma volta do primeiro colocado seria automaticamente excluído da corrida. Embora não distribuísse medalhas, o evento contou pontos para a competição por equipes. 

## Resultados
A prova começou aproximadamente às 12:00 (UTC+8).
| Pos. | Cód. atleta | Nome                      | País              | Tempo final | Diferença | Pontos |
| ---- | ----------- | ------------------------- | ----------------- | ----------- | --------- | ------ |
| 1    | COL 2       | Jhonnatan Botero          | COL Colômbia      | 58:42       | ±0:00     | 1      |
| 2    | ITA 2       | Andrea Righettini         | ITA Itália        | 59:29       | +0:47     | 10     |
| 3    | BEL 2       | Laurens Sweeck            | BEL Bélgica       | 1:00:01     | +1:19     | 17     |
| 4    | POL 2       | Bartłomiej Wawak          | POL Polônia       | 1:00:13     | +1:31     | 25     |
| 5    | MEX 2       | Carlos Moran              | MEX México        | 1:01:01     | +2:19     | 30     |
| 6    | SLO 2       | Urban Ferenčak            | SLO Eslovênia     | 1:01:13     | +2:31     | 35     |
| 7    | NED 2       | Thijs Zuurbier            | NED Países Baixos | 1:01:37     | +2:55     | 40     |
| 8    | DEN 2       | Magnus Nielsen            | DEN Dinamarca     | 1:01:44     | +3:02     | 45     |
| 9    | CZE 2       | Daniel Veselý             | CZE Chéquia       | 1:02:16     | +3:34     | 50     |
| 10   | ESP 2       | Antonio Santos            | ESP Espanha       | 1:02:22     | +3:40     | 54     |
| 11   | CHI 2       | Nicolas Prudencio         | CHI Chile         | 1:02:25     | +3:43     | 58     |
| 12   | SUI 2       | Michael Stuenzi           | SUI Suíça         | 1:03:25     | +4:43     | 61     |
| 13   | CAN 2       | Steven Noble              | CAN Canadá        | 1:03:34     | +4:52     | 64     |
| 14   | HUN 2       | Péter Fenyvesi            | HUN Hungria       | 1:03:50     | +5:08     | 66     |
| 15   | KAZ 2       | Vadim Galeyev             | KAZ Cazaquistão   | 1:03:58     | +5:16     | 68     |
| 16   | BRA 2       | William Alexi             | BRA Brasil        | 1:04:17     | +5:35     | 70     |
| 17   | RSA 2       | Luke Roberts              | RSA África do Sul | 1:04:30     | +5:48     | 72     |
| 18   | ARG 2       | Kevin Ingratta            | ARG Argentina     | 1:05:08     | +6:26     | 72     |
| 19   | JPN 2       | Idomu Yamamoto            | JPN Japão         | 1:05:14     | +6:32     | 72     |
| 20   | THA 2       | Satjakul Sianglam         | THA Tailândia     | 1:05:54     | +7:12     | 72     |
| 21   | LAT 2       | Andris Vosekalns          | LAT Letônia       | 1:06:47     | +8:05     | 72     |
| 22   | POR 2       | João Leal                 | POR Portugal      | 1:06:56     | +8:14     | 72     |
| 23   | NZL 2       | Sam Shaw                  | NZL Nova Zelândia | 1:08:28     | +9:46     | 72     |
| 24   | ZIM 2       | Nyasha Lungu              | ZIM Zimbabwe      | -2 voltas   |           | 72     |
| 25   | SRB 2       | Lazar Jovanović           | SRB Sérvia        | -2 voltas   |           | 72     |
| 26   | BLR 2       | Mikita Zharoven           | BLR Bielorrússia  | -2 voltas   |           | 72     |
| 27   | AUS 2       | Michael Baker             | AUS Austrália     | -2 voltas   |           | 72     |
| 28   | INA 2       | Destian Satria            | INA Indonésia     | -3 voltas   |           | 72     |
| 29   | ERI 2       | Samuel Akelom Gebremedhin | ERI Eritreia      | -4 voltas   |           | 72     |
| 30   | SIN 2       | Jun Jie Daniel Koh        | SIN Singapura     | -4 voltas   |           | 72     |
| 31   | BOL 2       | Carlos Montellano         | BOL Bolívia       | -5 voltas   |           | 72     |
| 32   | CYP 2       | Leontios Katsouris        | CYP Chipre        | -5 voltas   |           | 72     |

Observações
- -N voltas: excluído com N voltas para o fim da prova.
- Não completouN: abandonou na volta N.